# Mayu Iwatani
Mayu Iwatani (岩谷 麻由, Iwatani Mayu, nome de ringue: 岩谷 麻優) (Mine, 19 de fevereiro de 1993) é uma lutadora profissional japonesa. Ela é mais conhecida por seu tempo na World Wonder Ring Stardom, onde foi a líder do grupo Stars. Ela também lutou na New Japan Pro Wrestling, onde foi campeã feminina IWGP, detendo o reinado mais longo da história do título.
Desde sua estreia em janeiro de 2011, ela conquistou duas vezes o World of Stardom Championship, duas vezes o Wonder of Stardom Championship, uma vez o High Speed Championship, uma vez o SWA World Championship, duas vezes o Goddesses of Stardom Championship e cinco vezes o Artist of Stardom Championship, além de ter vencido o Torneio Cinderella de forma consecutiva em 2015 e 2016, e o 5Star Grand Prix de 2018. Ela também fez aparições na Ring of Honor, parceira americana da Stardom, onde conquistou uma vez o Women of Honor World Championship.
Dave Meltzer, do Wrestling Observer Newsletter, chamou Iwatani e suas colegas japonesas Io Shirai e Kairi Hojo de "três das melhores lutadoras do mundo". Ela também é reconhecida como a "ace" da Stardom.

## Início de vida
Iwatani cresceu no interior de Mine, Yamaguchi, com sua família, que inclui dois irmãos mais velhos. No ensino fundamental, ela praticava judô e salto em altura, mas no ensino médio, começou a se isolar da sociedade, passando três anos quase inteiramente dentro de casa. Após abandonar o ensino médio, ela se apaixonou pelo wrestling profissional depois de assistir a um evento da Dragon Gate. Ela entrou em contato com Fuka, a gerente geral da promoção World Wonder Ring Stardom, que estava à procura de novas lutadoras, e, eventualmente, se mudou para Tóquio em 2010 para seguir uma carreira no wrestling profissional.

## Carreira na luta livre profissional

### World Wonder Ring Stardom (2011–2025)

#### Primeiros anos (2011–2017)

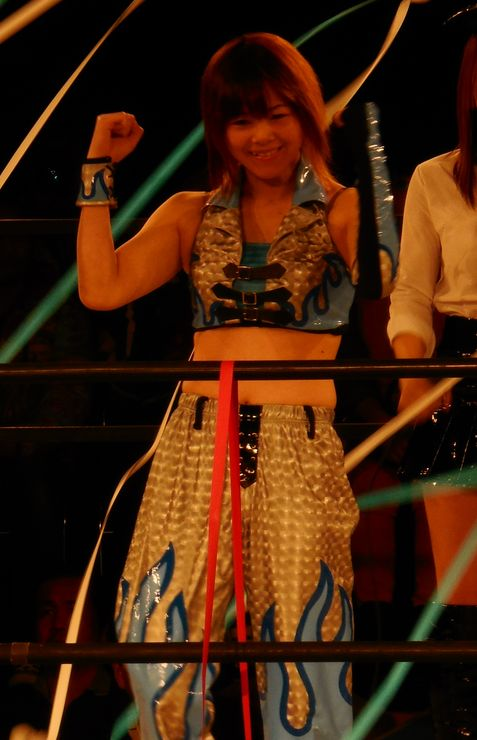
Iwatani em março de 2013.

Iwatani fez parte da primeira turma de trainees da World Wonder Ring Stardom. Ela fez sua estreia no wrestling profissional no evento inaugural da Stardom em 23 de janeiro de 2011, enfrentando a também estreante Arisa Hoshiki. Após isso, Iwatani e Hoshiki formaram uma equipe chamada AMA, que se tornou um dos atos mais populares da Stardom. Apesar de sua popularidade, Iwatani foi a última dos trainees da primeira turma a conquistar uma vitória em um ringue de wrestling profissional. Em junho, ela foi derrotada por Eri Susa, a outra trainee da Stardom que ainda não havia vencido, e passou a ser conhecida como a lutadora mais fraca da Stardom. Iwatani passou os primeiros onze meses de sua carreira sem vitórias, até finalmente derrotar Susa em uma revanche no dia 25 de dezembro. Após isso, Iwatani e Hoshiki passaram a fazer parte do grupo Planet de Io Shirai, junto com Natsumi Showzuki.
Após a aposentadoria de Hoshiki do wrestling profissional em junho de 2012, Iwatani começou a fazer equipe com Io Shirai sob o nome de Thunder Rock. Iwatani também passou a fazer parte de um grupo chamado Tawashis, com Hiroyo Matsumoto e Miho Wakizawa. As três venceram o Artist of Stardom Championship em 29 de dezembro de 2013, ao derrotarem Alpha Female, Female Predator Amazon e Kyoko Kimura. Em 27 de julho de 2014, Iwatani conquistou seu primeiro título individual, quando derrotou sua parceira Miho Wakizawa pelo vago Wonder of Stardom Championship. Após um reinado recorde de oito meses, Tawashis perdeu o Artist of Stardom Championship para Hatsuhinode Kamen, Kaori Yoneyama e Tsubasa Kuragaki em 10 de agosto de 2014. Em outubro e novembro, Thunder Rock participou da Goddesses of Stardom Tag League de 2014. Elas chegaram à final, onde foram derrotadas por Kairi Hojo e Nanae Takahashi.
Em 18 de janeiro de 2015, Iwatani perdeu o Wonder of Stardom Championship para Act Yasukawa. Em 23 de abril de 2015, Iwatani venceu o primeiro Torneio Cinderella anual, derrotando Koguma na final. Como resultado, Iwatani recebeu uma chance pelo título principal da Stardom, o World of Stardom Championship, mas foi derrotada pela então campeã, Kairi Hojo, em 17 de maio. Em 6 de maio, Iwatani e Io Shirai, Thunder Rock, derrotaram Chelsea e Kairi Hojo para conquistar o vago Goddesses of Stardom Championship. Em 11 de outubro, Iwatani derrotou Rosa Negra para também conquistar o High Speed Championship. Durante o reinado de duplas, Thunder Rock também venceu a Goddesses of Stardom Tag League de 2015. Em 28 de fevereiro de 2016, Iwatani se tornou uma campeã tripla, quando ela, Shirai e Kairi Hojo, juntas chamadas de "Threedom" (uma combinação das palavras "Three" e "Stardom"), derrotaram Evie, Hiroyo Matsumoto e Kellie Skater pelo Artist of Stardom Championship. Em abril, Iwatani, junto com Hojo e Shirai, viajaram para os Estados Unidos para participar de eventos promovidos pelo Lucha Underground e Vendetta Pro Wrestling. Em 29 de abril, Iwatani venceu seu segundo Torneio Cinderella consecutivo, derrotando Hiroyo Matsumoto na final. Como resultado, Iwatani recebeu mais uma chance pelo World of Stardom Championship, mas foi derrotada por Io Shirai em 15 de maio. Após estabelecer recordes tanto para o reinado mais longo quanto para a maior quantidade de defesas de título bem-sucedidas, Iwatani e Shirai perderam o Goddesses of Stardom Championship para Kagetsu e Kyoko Kimura em sua 11ª defesa, em 16 de junho. Em 2 de outubro, Threedom perdeu o Artist of Stardom Championship para Hana Kimura, Kagetsu e Kyoko Kimura em sua terceira defesa.
Em 11 de novembro de 2016, tanto Thunder Rock quanto Threedom foram dissolvidas, quando Shirai se virou contra Iwatani, após as duas perderem para Hojo e Yoko Bito na final da Goddesses of Stardom Tag League de 2016. Isso levou Iwatani a desafiar Shirai pelo World of Stardom Championship no show de fim de ano da Stardom, em 22 de dezembro, mas ela não teve sucesso. No dia seguinte, a luta foi eleita a Luta do Ano de 2016 da Stardom. De acordo com informações, Iwatani estava originalmente programada para vencer a luta e conquistar o World of Stardom Championship, mas o resultado foi alterado após ela comunicar à Stardom que queria se aposentar do wrestling profissional em 2017. Após nove defesas de título bem-sucedidas, Iwatani perdeu o High Speed Championship para Kris Wolf em uma luta three-way, que também envolvia Kagetsu, em 23 de fevereiro de 2017. Em 30 de abril, Iwatani chegou à final de seu terceiro Torneio Cinderella consecutivo, mas desta vez foi derrotada por Toni Storm. Com Storm indo atrás do World of Stardom Championship, Iwatani escolheu lutar pelo Wonder of Stardom Championship. Em 14 de maio, Iwatani derrotou Kairi Hojo para conquistar o Wonder of Stardom Championship pela segunda vez. Logo depois, foi relatado que Iwatani já não estava considerando a aposentadoria e estava sendo posicionada como a estrela principal da Stardom, após as saídas de Io Shirai e Kairi Hojo da promoção.
Em 21 de junho de 2017, Iwatani derrotou Shirai para conquistar o World of Stardom Championship pela primeira vez em sua quinta tentativa, tornando-se a primeira lutadora a deter simultaneamente o World e o Wonder of Stardom Championship. Depois disso, Iwatani começou a defender ambos os títulos, em lutas de título separadas. Em 23 de setembro, Iwatani perdeu o Wonder of Stardom Championship para Yoko Bito em sua terceira defesa. No dia seguinte, Iwatani perdeu o World of Stardom Championship para Storm, novamente em sua terceira defesa. A troca de título não estava planejada, pois a luta teve que ser interrompida após apenas dois minutos devido a Iwatani ter deslocado o cotovelo de forma legítima, o que forçou o árbitro Daichi Murayama a conceder o título a Storm. Iwatani retornou ao ringue em 10 de dezembro para participar da última luta de Yoko Bito no Shin-Kiba 1st Ring.

#### Liderança do Stars (2018–2021)

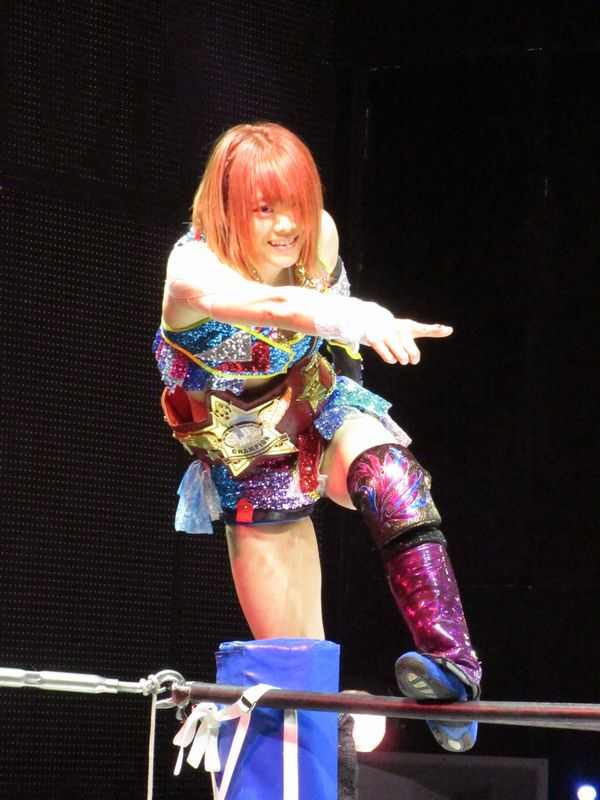
Iwatani em dezembro de 2019.

Desde seu retorno, Iwatani tornou-se líder de uma nova unidade chamada "Stars" (inicialmente "Stardom's Army"). Em 18 de fevereiro de 2018, Iwatani e Tam Nakano desafiaram Oedo Tai (Hana Kimura e Kagetsu) pelo Goddesses of Stardom Championship, mas não tiveram sucesso. Em 1º de abril, Iwatani tentou novamente conquistar o World of Stardom Championship contra Toni Storm, após ter se lesionado em sua última luta contra ela, mas não conseguiu vencer. Em 3 de junho, Iwatani, junto com Saki Kashima, derrotou Hana Kimura e Kagetsu para conquistar o Goddesses of Stardom Championship. Em 24 de setembro, Iwatani venceu o 5 Star Grand Prix de 2018 após derrotar Utami Hayashishita na final. Em 30 de setembro, no show da tarde do evento 5★Star Grand Champion Carnival, Iwatani conquistou o Artist of Stardom Championship com Kashima e Nakano ao derrotarem J.A.N. (Jungle Kyona, Kaori Yoneyama e Natsuko Tora). No entanto, Iwatani e Kashima perderam o Goddesses of Stardom Championship para Kyona e Tora no show da noite. Em 15 de dezembro, Iwatani rompeu o ligamento colateral medial (LCM) durante uma defesa do Artist of Stardom Championship contra Queen’s Quest (Konami, Momo Watanabe e Utami Hayashishita). Ela ainda lutou mais uma vez em 16 de dezembro antes de tirar um mês de pausa para se recuperar.
Em abril de 2019, Iwatani tirou mais um mês de pausa para se recuperar de sua lesão no joelho. Em 16 de maio de 2019, o grupo Stars (Iwatani, Tam Nakano e Saki Kashima) perdeu o Artist of Stardom Championship para o Tokyo Cyber Squad (Hana Kimura, Jungle Kyona e Konami). O Stars reconquistou o título pela segunda vez em 23 de junho, após derrotar o Tokyo Cyber Squad. O grupo manteve o título até 20 de julho, quando o perdeu para Andras Miyagi, Kagetsu e Sumire Natsu. Em 4 de novembro de 2019, Iwatani derrotou Bea Priestley para conquistar o World of Stardom Championship pela segunda vez.
No Torneio Stardom Cinderella de 2020, Iwatani lutou contra Hana Kimura em uma luta que terminou em empate por limite de tempo durante as lutas da primeira rodada, em 24 de março. No evento Stardom Yokohama Cinderella 2020, em 3 de outubro, ela defendeu com sucesso o World of Stardom Championship contra Syuri. Em 15 de novembro de 2020, Iwatani perdeu o World of Stardom Championship para Utami Hayashishita, encerrando seu reinado após 377 dias. No Stardom Osaka Dream Cinderella 2020, em 20 de dezembro, Iwatani se uniu às colegas de facção Stars, Starlight Kid e Gokigen Death, para desafiar sem sucesso a então subunidade das Stars, Cosmic Angels (Mina Shirakawa, Tam Nakano e Unagi Sayaka), pelo Artist of Stardom Championship. Após a defesa bem-sucedida do título, Sayaka, Nakano e Shirakawa anunciaram que se separariam das Stars para atuarem como uma unidade independente.
Iwatani participou do Torneio Cinderella de 2021, chegando às quartas de final em 14 de maio, onde foi derrotada por Himeka. No evento Yokohama Dream Cinderella 2021 in Summer, em 4 de julho, ela fez dupla com Koguma para desafiar Syuri e Giulia pelo Goddesses of Stardom Championship, mas não tiveram sucesso. No Stardom 5 Star Grand Prix 2021, Iwatani competiu no bloco "Red Stars" e somou um total de onze pontos. No Stardom 10th Anniversary Grand Final Osaka Dream Cinderella, em 9 de outubro, ela desafiou Tam Nakano pelo Wonder of Stardom Championship, mas a luta terminou em empate por tempo, sem vencedora. No Goddesses of Stardom Tag League 2021, Iwatani fez dupla com Rin Kadokura como "Blue MaRine" e competiu no bloco "Blue Goddess", onde conquistaram sete pontos. No evento Osaka Super Wars, em 18 de dezembro, Iwatani se uniu a Hazuki e Koguma para participar de um torneio de unidade com prêmio de ¥10 milhões, que também valia o Artist of Stardom Championship. Elas derrotaram as Cosmic Angels (Tam Nakano, Mina Shirakawa e Unagi Sayaka) nas semifinais, mas acabaram sendo derrotadas pelas campeãs MaiHimePoi (Maika, Natsupoi e Himeka) na final da mesma noite, em uma luta de escadas de trios.

#### Campeã Feminina IWGP e saída (2022–2025)
No Stardom Nagoya Supreme Fight, em 29 de janeiro de 2022, Iwatani empatou com Giulia por limite de tempo em uma luta para determinar a desafiante número 1 ao World of Stardom Championship. Na primeira noite do Stardom World Climax 2022, em 26 de março, Iwatani fez dupla com Kairi e derrotaram Tam Nakano e Unagi Sayaka. Na segunda noite do evento, em 27 de março, ela desafiou Syuri pelo World of Stardom Championship, mas foi derrotada. No Torneio Cinderella de 2022, Iwatani chegou à segunda rodada, em 10 de abril, onde foi eliminada por Saki Kashima. No evento Stardom Golden Week Fight Tour, em 5 de maio de 2022, Iwatani derrotou Thekla e conquistou o SWA World Championship, tornando-se oficialmente a segunda lutadora a vencer todos os títulos elegíveis da Stardom depois de Io Shirai, e assim, a segunda campeã grand slam da história da promoção. No Stardom Flashing Champions, em 28 de maio, defendeu com sucesso o título contra Fukigen Death. Em 26 de junho, no Stardom Fight in the Top, Iwatani se uniu a Hazuki e Koguma para derrotar Utami Hayashishita, Saya Kamitani e AZM do Queen's Quest em uma das primeiras lutas em uma jaula de aço da Stardom. No 5 Star Grand Prix 2022, ela competiu no bloco "Blue Stars" e somou um total de quinze pontos.
Em 27 de agosto de 2022, Iwatani foi anunciada como participante do torneio para coroar a primeira campeã feminina IWGP. Na primeira rodada do torneio, realizada em 22 de outubro, ela derrotou Momo Watanabe da Oedo Tai. No Hiroshima Goddess Festival, em 3 de novembro, Iwatani venceu Alpha Female e manteve o SWA World Championship. No mesmo dia, porém, ela abdicou do título SWA para focar totalmente no torneio pelo novo título IWGP, confirmando sua participação oficial na disputa pelo cinturão inaugural. Iwatani chegou à final do torneio, que ocorreu em 20 de novembro no evento Historic X-Over, onde foi derrotada por Kairi. Em 8 de abril de 2023, após a campeã feminina IWGP, Mercedes Moné, defender com sucesso o título contra AZM e Hazuki em uma luta three-way, Iwatani a desafiou para uma luta no Stardom All Star Grand Queendom. Moné aceitou o desafio e deu um tapa no rosto de Iwatani antes de deixar o ringue. No Stardom All Star Grand Queendom, Iwatani derrotou Moné e se tornou a nova campeã feminina IWGP. Em 13 de agosto, durante o evento Stardom x Stardom: Osaka Summer Team, ela realizou sua primeira defesa de título com sucesso, vencendo Utami Hayashishita.
Em 4 de janeiro de 2024, no evento Ittenyon Stardom Gate, Iwatani derrotou Syuri no evento principal para manter o Campeonato Feminino IWGP. Ao longo de 2024, ela defendeu com sucesso o título contra Mina Shirakawa, Sareee, Tsukasa Fujimoto, Toni Storm e Momo Watanabe. Durante o 5 Star Grand Prix 2024, Iwatani liderou seu bloco, avançando para as quartas de final, onde venceu Natsupoi, mas acabou sendo derrotada por Maika nas semifinais. Em 27 de abril de 2025, no All Star Grand Queendom 2025, Iwatani perdeu o Campeonato Feminino IWGP para Syuri, encerrando um reinado histórico de 735 dias. No dia seguinte, Iwatani anunciou sua saída da Stardom, marcando o fim de uma era na promoção onde ela foi uma das figuras mais emblemáticas.

### Ring of Honor (2017–2019)
Em 15 de dezembro, Iwatani fez sua estreia na promoção americana Ring of Honor (ROH), sendo anunciada como participante de um torneio para coroar a primeira detentora do Women of Honor World Championship. No evento Bound By Honor, ela desafiou a campeã Kelly Klein e a derrotou para conquistar o título. Iwatani defendeu o cinturão com sucesso em duas ocasiões antes de perdê-lo de volta para Klein no G1 Supercard, realizado em 6 de abril de 2019.

### New Japan Pro-Wrestling (2020–2025)
Em 4 de janeiro de 2020, Iwatani, junto com Arisa Hoshiki, Giulia e Hana Kimura, fez sua estreia na New Japan Pro-Wrestling durante o Wrestle Kingdom 14 no Tokyo Dome, em uma luta especial de exibição da Stardom em duplas. Iwatani continuou participando desse tipo de luta, fazendo sua próxima aparição no Wrestle Kingdom 15, em 5 de janeiro de 2021, onde fez dupla com Tam Nakano e foi derrotada por Syuri e Giulia da Donna Del Mondo. No Wrestle Kingdom 16, em 5 de janeiro de 2022, ela formou equipe com Starlight Kid e foi derrotada por Tam Nakano e Saya Kamitani. Em 28 de outubro, no evento Rumble on 44th Street, Iwatani defendeu com sucesso o SWA World Championship contra KiLynn King, sendo a primeira a defender um título da Stardom na NJPW.

## Outras mídias
Em agosto de 2020, Iwatani lançou sua própria autobiografia. Em 6 de junho de 2022, foi anunciado que um filme baseado na autobiografia de Iwatani seria produzido com o nome de Runaway Wrestler.

## Títulos e prêmios
- New Japan Pro-Wrestling
  - IWGP Women's Championship (1 vez)[97]
- Pro Wrestling Illustrated

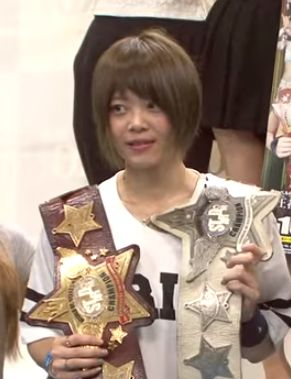
Iwatani conquistou duas vezes o Wonder of Stardom Championship (à direita) e duas vezes o World of Stardom Championship (à esquerda).

  - PWI a colocou na #9ª posição das 50 melhores lutadoras individuais no PWI Female 50 em 2018[114]
  - PWI a colocou na #10ª posição das 100 melhores lutadoras individuais no PWI Women's 100 em 2020[115]
  - PWI a colocou na #27ª posição das 150 melhores lutadoras individuais no PWI Women's 150 em 2022[116]
- Ring of Honor
  - Women of Honor World Championship (1 vez)
- Tokyo Sports
  - Grande Prêmio de Joshi Puroresu (2019)[117]
  - Prêmio Tópico (2024) compartilhado com Bull Nakano e Dump Matsumoto[118]
- World Wonder Ring Stardom
  - Artist of Stardom Championship (5 vezes) – com Hiroyo Matsumoto e Miho Wakizawa (1), Io Shirai e Takumi Iroha (1), Io Shirai e Kairi Hojo (1) e Saki Kashima e Tam Nakano (2)[1]
  - Goddesses of Stardom Championship (2 vezes) – com Io Shirai (1)[1] e Saki Kashima (1)[67]
  - High Speed Championship (1 vez)[1]
  - Wonder of Stardom Championship (2 vezes)[1]
  - World of Stardom Championship (2 vezes)
  - SWA World Championship (1 vez)
  - Segunda campeã Grand Slam
  - Torneio Cinderella (2015, 2016)[1]
  - Torneio pelo Goddesses of Stardom Championship (2015) – com Io Shirai[34]
  - Goddesses of Stardom Tag League (2015) – com Io Shirai[36]
  - Torneio Moneyball (2022) – com Hazuki e Koguma[119]
  - Torneio pelo Wonder of Stardom Championship (2014)[1]
  - 5★Star GP (2018)[68]
  - Prêmio 5★Star GP (5 vezes)
    - Prêmio 5★Star GP de Melhor Luta (2015) vs. Io Shirai em 23 de agosto[120]
    - Prêmio 5★Star GP de Melhor Luta (2017) vs. Kagetsu em 18 de setembro[121]
    - Prêmio 5★Star GP de Espírito de Luta (2016)[122]
    - Prêmio 5★Star GP de Excelente Desempenho (2014)[123]
    - Prêmio 5★Star GP de Melhor Luta do Red Stars (2021) vs. Giulia em 1 de agosto

  - Prêmios de Fim de Ano da Stardom (11 vezes)
    - Prêmio de Melhor Luta (2016) vs. Io Shirai em 22 de dezembro[49]
    - Prêmio de Melhor Luta (2018) com Io Shirai vs. Kagetsu e Hazuki em 17 de junho[124]
    - Prêmio de Melhor Luta (2020) vs. Utami Hayashishita em 15 de novembro[125]
    - Prêmio de Melhor Dupla (2015) com Io Shirai[126]
    - Prêmio de Mais Técnica (2014, 2015)[126][127]
    - Prêmio de Melhor Unidade (2022) como parte do Stars, compartilhado com Hanan, Hazuki, Koguma, Momo Kohgo e Saya Iida[128]
    - Prêmio de Espírito de Luta (2017)[129]
    - Prêmio de MVP (2019)[130]
    - Prêmio de Excelente Desempenho (2023)[131]
    - Prêmio de Mérito Especial (2021)[132]